# Oecanthus angustus
Oecanthus angustus är en insektsart som beskrevs av Lucien Chopard 1925. Oecanthus angustus ingår i släktet Oecanthus och familjen syrsor. Inga underarter finns listade i Catalogue of Life.